# Potapți, Kaniv
Potapți (în ucraineană Потапці) este localitatea de reședință a comunei Potapți din raionul Kaniv, regiunea Cerkasî, Ucraina.

## Demografie
Componența lingvistică a localității Potapți
     Ucraineană (98,25%)
     Rusă (1,46%)
Conform recensământului din 2001, majoritatea populației localității Potapți era vorbitoare de ucraineană (98,25%), existând în minoritate și vorbitori de rusă (1,46%).